# فرودگاه سوتند
فرودگاه سوتند (به انگلیسی: Southend Aerodrome) یک فرودگاه همگانی است که یک باند فرود رس و شن دارد و طول باند آن ۶۴۸ متر است. این فرودگاه در کشور کانادا قرار دارد و در ارتفاع ۳۴۱ متری از سطح دریا واقع شده است.